# كأس تونس لكرة اليد 2024–25
كأس تونس لكرة اليد 2024–25 هو الدورة 70 من كأس تونس لكرة اليد للرجال. يشارك فيها 12 فريقا.

## روابط خارجية
- الموقع الرسمي للجامعة التونسية لكرة اليد.